# 珞珈山街住宅区
珞珈山街住宅区，又名怡和房子、怡和新房、珞珈碑路怡和洋行公寓、珞珈碑路高级住宅区、三教街公寓，是位于中华人民共和国湖北省武汉市江岸区珞珈山街1—46号的一处旧租界高级住宅区。住宅区依托珞珈山街修成，计27栋住宅，中有花园。其中鄱阳街139号曾召开了八七会议；珞珈山街12号建筑曾作为中共中央长江局机关的办公场所。现住宅区整体及中共中央长江局旧址为武汉市文物保护单位，八七会议会址为全国重点文物保护单位。

## 住宅区概述
在俄罗斯开辟汉口俄租界之时，住宅区所在的这一片区域还没有任何建筑，此后一度被当作球场使用。二十世纪初，在此经营茶叶生意的俄商巴诺夫将这块地皮转卖给英国人，此后在英国怡和洋行大班杜百里的张罗下，决定在此处为怡和洋行的高级职员修建住宅区。建筑群的设计事务由景明洋行的德国人石格士负责，工程修建事务汉协盛营造厂负责。建筑群于1910年开工，1927年完工。
建成后的珞珈山街住宅区有高级住宅27栋，每栋住宅皆为二至三层混合结构，虽然建筑群中大多数建筑属于联排体住宅建筑，但细分到每一栋住宅的形制上，却并非全部按照同一样式建造。黎黄陂路至兰陵路间建筑外立面皆由清水红砖墙搭建，外有楼梯通往二层。建筑一层多用作杂物间及佣人居所，二层主要用作门厅、餐厅、客厅，三层为卧室、书房。在住宅区中心还有一座花园，园中有“洛加”石碑一座，洛加传为一名俄商的名字。至1950年代，住宅区中间的花园尚且留存，中有古树。但此后花园便没有人打理，渐渐荒废，1967年洛加碑被毁。
1983年，武汉市人民政府出资将花园修复，1984年4月开放，同时命名花园为“珞园”。现珞珈山街及珞珈山街住宅区业已被辟为历史风貌步行街。

### 珞珈山街
住宅区中间的街巷以洛加碑而得名“洛加碑路”。民国35年（1946年），当地以武昌珞珈山之名恰与洛加碑路之名谐音，将洛加碑路改称“珞珈山路”。1949年后改称“珞珈山街”。至1950年代，住宅区中间的花园尚且留存，中有古树。但此后花园便没有人打理，渐渐荒废。1967年洛加碑被毁，珞珈山街也改名“韶山横街”，1972年复名。

## 中共中央长江局机关旧址
住宅区中门牌为12号的建筑曾为中共中央长江局机关的驻地。民国16年（1927年）七一五政变后，中国共产党在汉口的活动转至地下，洛加碑街12号在当时便是罗亦农的住所。此后中共湖北省委的办公场所从汉口尚德里转移至此处。当年9月，中共中央决定迁至上海，同月28日决定在汉口设立中共中央长江局，领导河南、湖北、湖南、安徽等省的党务工作，此处又成为中共中央长江局的办公场所，直至11月长江局撤销。

## 轶事
- 住宅区中有一座房屋曾为美国海顿公司（HARTUN INDUSTRY INC LOSANGELES U.S.A）资产，民国时曾作为该公司汉口办事处使用，1949年后海顿公司职员从武汉撤走，但未将房屋产权让与他人，因此房屋的所有权问题一直未能解决。二十世纪末，武汉的房管部门曾就该建筑的产权问题与海顿公司取得联系，此后海顿公司将房屋出售给武汉市有关房管部门（以一象征性的出售价格）。[4]
- 2019年7月，江岸区地名委员会办公室在巡视一元街道时，发现珞珈山街的路名牌被写作“珞珈山路”，与武昌的珞珈山路混淆。地名办与所属辖区的城管部门反映后，当年8月既有路名牌被撤下，并更换为正确的路名牌。[6]

## 建筑保护情况

### 珞珈山街住宅区
1993年7月28日，以“珞珈山住宅区”的名义被武汉市人民政府列为第一批武汉市优秀历史建筑。
2011年3月21日，珞珈山街1—46号以“珞珈山街住宅区”的名义被武汉市人民政府列为第五批武汉市文物保护单位。
文物的保护范围：珞珈山街住宅区旧址本体及周围一定范围。四至：以旧址外墙为界，东南面向外延伸至相邻建筑外墙线，西南面向外延伸至兰陵路北侧规划道路红线，西北面向外延伸10米，东北面向外延伸至黎黄陂路南侧规划道路红线。
文物的建设控制地带：以保护范围四至为界，东南面向外延伸29米至鄱阳街规划道路中线，西南面向外延伸7.5米至兰陵路规划道路中线，西北面向外延伸78米至胜利街规划道路中线，东北面向外延伸8米至黎黄陂路规划道路中线。

### 中共中央长江局机关旧址
1983年4月7日，珞珈山街12号以“中共中央长江局机关旧址”的名义被武汉市人民政府列为第二批武汉市文物保护单位。
文物的保护范围：（与八七会议会址）均实行联体保护，保护整栋建筑。
文物的建设控制地带：东面至洞庭街规划红线；南面至兰陵路规划红线；西面至珞珈山街规划红线以西二十米；北面至市物资局大楼（信义公所旧址）北边五米。